# Braunwurz-Wald-Mönch
Der Braunwurz-Wald-Mönch (Shargacucullia prenanthis), auch Goldbrauner Wollkrautmönch genannt, ist ein Schmetterling (Nachtfalter) aus der Familie der Eulenfalter (Noctuidae).

## Merkmale

### Falter
Mit einer Flügelspannweite von 37 bis 43 Millimetern zählen die Falter zu den mittelgroßen Mönchseulenarten. Die Vorderflügel sind von ockerbrauner Grundfärbung. Der Innenrandbereich ist dunkelbraun und erweitert sich in Form einer Stufe Richtung Saum deutlich. Etwa in der Mitte dieses Bereichs befindet sich ein einzelnes, helles, halbmondförmiges Zeichen. Über dem Innenrand ist in der Mitte ein weißliches Feld zu erkennen. Der Saum ist schwach gezackt. Querlinien und Makel sind nicht erkennbar. Der Vorderrand ist breit, dunkelbraun bis rotbraun gefärbt und geht nach innen allmählich in hellere Tönungen über. Die zeichnungslosen Hinterflügel sind von bräunlicher Farbe. An Kopf und Hals ist die für Mönchseulen typische Kapuze zu erkennen, die aus stark nach vorne gerichteten Haaren gebildet wird. Am Hinterleib befinden sich weitere, kürzere Haarschöpfe.

### Ei
Das Ei ist kugelig, an der Basis jedoch stark abgeflacht und gerippt. Es hat eine kalkweiße Farbe.

### Raupe
Erwachsene Raupen haben eine grüne Färbung, von der sich schmale gelbliche oder weißliche Rücken-, Nebenrücken- sowie Seitenlinien abheben. Sie zeigen nicht das bunte und grelle Warnfarbenmuster, das viele andere Mönchseulenraupen auszeichnet und wirken eher unscheinbar.

### Puppe
Die Puppe ist ockergelb gefärbt. Besonders auffällig ist der schaufelförmig ausgehöhlte Kremaster.

### Ähnliche Arten
Einige ähnliche Arten aus der Vielzahl der „Braunen Mönche“ sind im Folgenden ausgewählt:
- Astern-Mönch (Cucullia asteris)
- Hundsbraunwurz-Mönch (Shargacucullia caninae)
- Shargacucullia gozmanyi
- Graubestäubter Wollkrautmönch (Shargacucullia lychnitis)
- Königskerzen-Mönch (Shargacucullia verbasci)
- Braunwurz-Mönch (Shargacucullia scrophulariae)
- Shargacucullia scrophulariphaga
- Shargacucullia scrophulariphila
- Verschollener Königskerzen-Mönch (Shargacucullia thapsiphaga)

Von den vorgenannten Arten unterscheidet sich prenanthis durch folgende Merkmale seiner Vorderflügel:
- die etwas breitere und kürzere Form
- den nur schwach gewellten Außenrand
- das weiße Feld oberhalb des Innenrandes
- den einzelnen und schwach gebogenen Halbmondfleck
- die markant ausgeprägte Stufe an der dunklen Begrenzungslinie des Innenrandes

Zur Bestätigung kann auch noch eine genitalmorphologische Untersuchung zu Rate gezogen werden.

## Vorkommen und Lebensraum
Die Art ist von Südostfrankreich quer über den Alpenraum mit den angrenzenden Mittelgebirgen und weiter östlich bis Rumänien und Bulgarien verbreitet. Außerdem kommt sie in Kleinasien und dem Libanon vor. Im Flachland fehlt sie, da sie ein typischer Bewohner des Berg- und Hügellandes ist. S. prenanthis hat eine allopatrische Schwesterart Shargacucullia armena, die in der Türkei und in Armenien beheimatet ist. Der Braunwurz-Wald-Mönch ist vorwiegend in feuchten Laub-, Misch- und Nadelwäldern anzutreffen, sofern reichliche Bestände von Knotiger Braunwurz (Scrophularia nodosa) vorhanden sind. Er kann zuweilen auch an Plätzen außerhalb von Wäldern gefunden werden, wenn dort die Futterpflanze wächst.

## Lebensweise
Die Art bildet eine Generation im Jahr, wobei die Hauptflugzeit der nachtaktiven Falter von April bis Juni dauert. Sie erscheinen zuweilen an künstlichen Lichtquellen. Die Weibchen legen die Eier bevorzugt an der Unterseite nicht voll erblühter Blütenknospen ab. Die Raupen ernähren sich von Juni bis August von verschiedenen Braunwurzarten (Scrophularia), insbesondere von Knotiger Braunwurz (Scrophularia nodosa). Sie verpuppen sich im Herbst in einem festen Kokon am Boden, wobei die Puppen gelegentlich zwei Jahre überliegen.

## Gefährdung
Der Braunwurz-Wald-Mönch ist in den deutschen Bundesländern Bayern, Baden-Württemberg, Rheinland-Pfalz und Hessen gesichert nachgewiesen und wird auf der Roten Liste gefährdeter Arten auf der Vorwarnliste geführt.